# Apallates aeneus
Apallates aeneus är en tvåvingeart som först beskrevs av Oswald Duda 1931.  Apallates aeneus ingår i släktet Apallates och familjen fritflugor. Inga underarter finns listade i Catalogue of Life.